# Circuit de Reims-Gueux
El circuit de Reims-Gueux, més tard conegut com a circuit de Reims, va ser un circuit de curses temporal situat a Gueux, 8 km a l'oest de Reims, a la Xampanya francesa. El traçat discorria per carreteres públiques tancades al trànsit per a l'ocasió i va acollir onze edicions del Gran Premi de França de Fórmula 1 de 1950 a 1966, a més de dues del Gran Premi de França de motociclisme (1954-1955). Fou la seu també del Gran Premi del Marne de 1925 a 1952.

## Història

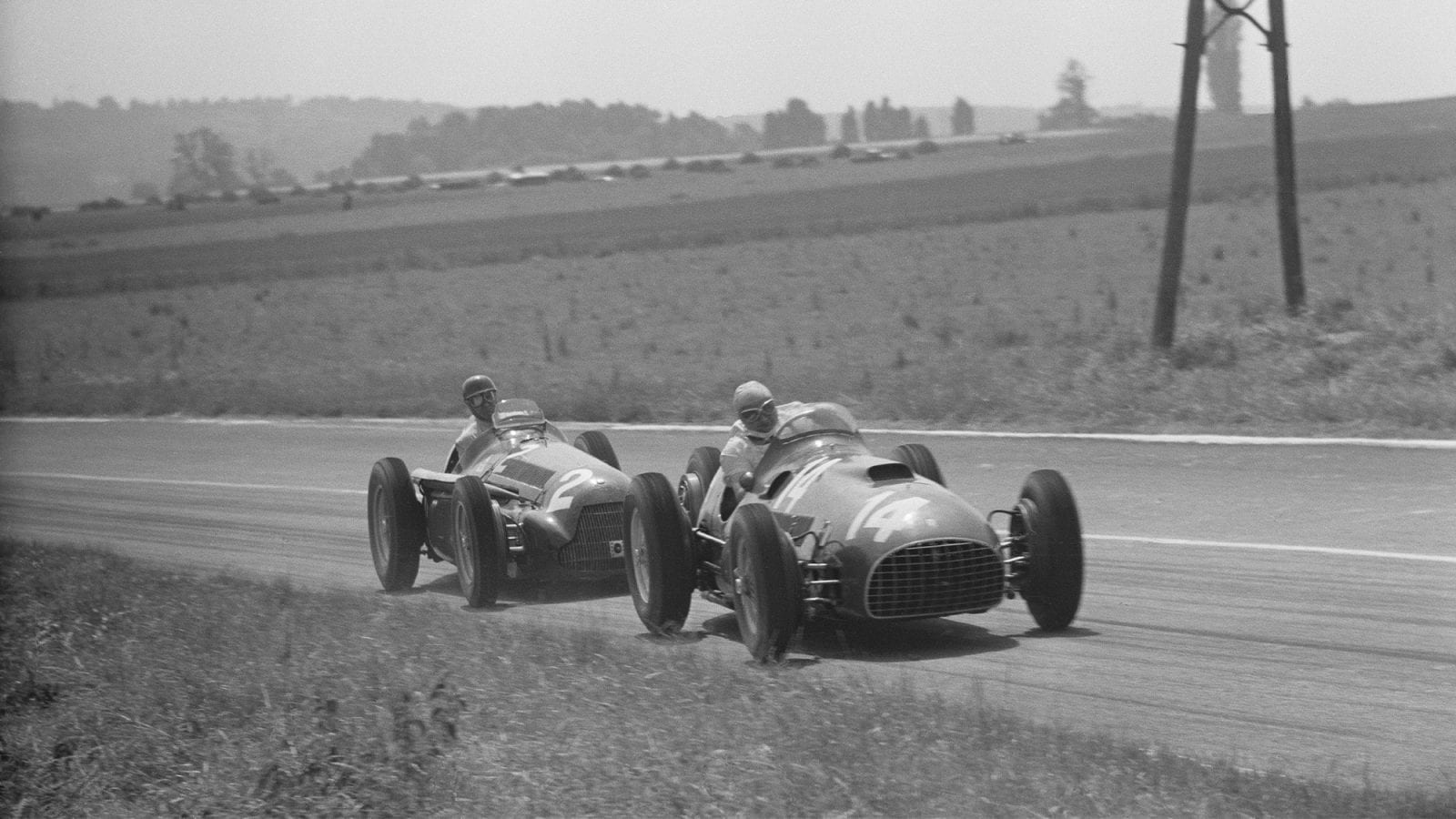
Giuseppe Farina i José Froilán González al GP de

Creat el 1926 per l'Automobile Club de Champagne, el circuit tenia forma aproximadament triangular, era molt ràpid i emprava carreteres normals que connectaven els municipis de Gueux, La Garenne-Colombes i Thillois, així com part de la Route Nationale 31, totalitzant una longitud de 7,815 km.
El 1932, el circuit va ser la seu per primer cop del Gran Premi de França d'automobilisme, puntuable per al Campionat d'Europa, que va guanyar Tazio Nuvolari amb un Alfa Romeo. Més tard va tornar a hostatjar aquest Gran Premi en diverses ocasions (1938-1939 i 1948). A partir del 1950, el circuit va tornar a hostatjar el Gran Premi, ara ja vàlid per al campionat del Món de Fórmula 1, els anys 1950-1951, 1953-1954, 1956, 1958-1961, 1963 i 1966.
Fins al 1952, el circuit es coneixia com a "Reims-Gueux". En eliminar-se aquell any el tram lent que serpentejava a l'interior del poble de Gueux, el nom passà a ser simplement "circuit de Reims". Aquest canvi va permetre mitjanes de velocitat superiors i va elevar la longitud del circuit a 8,347 km.
L'última cursa d'automobilisme al circuit va tenir lloc el 1969, tot i que va seguir encara en actiu per a curses de motociclisme fins al 1972, en què es va abandonar definitivament després d'hostatjar una cursa del campionat de França. Des del 2009, l'antic conjunt del pàdoc i la tribuna principal del circuit, conservat i restaurat per un grup d'aficionats locals, està catalogat com a monument històric.

## Historial del traçat

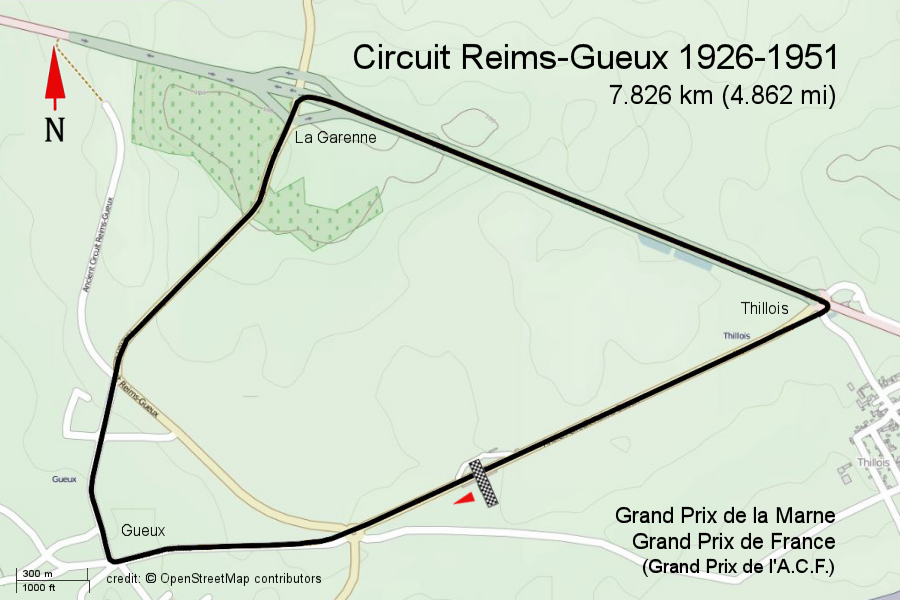
Reims-Gueux (1926)
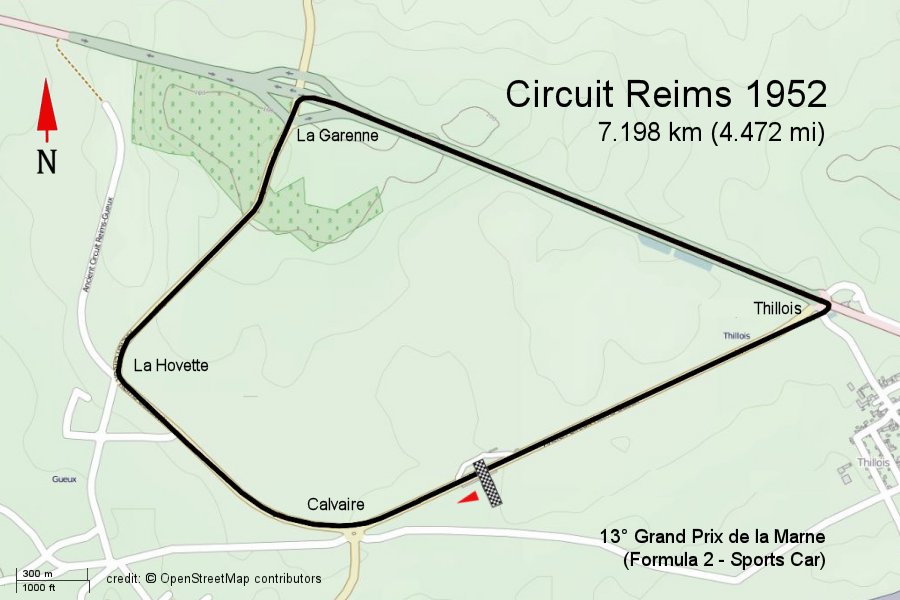
Reims (1952)
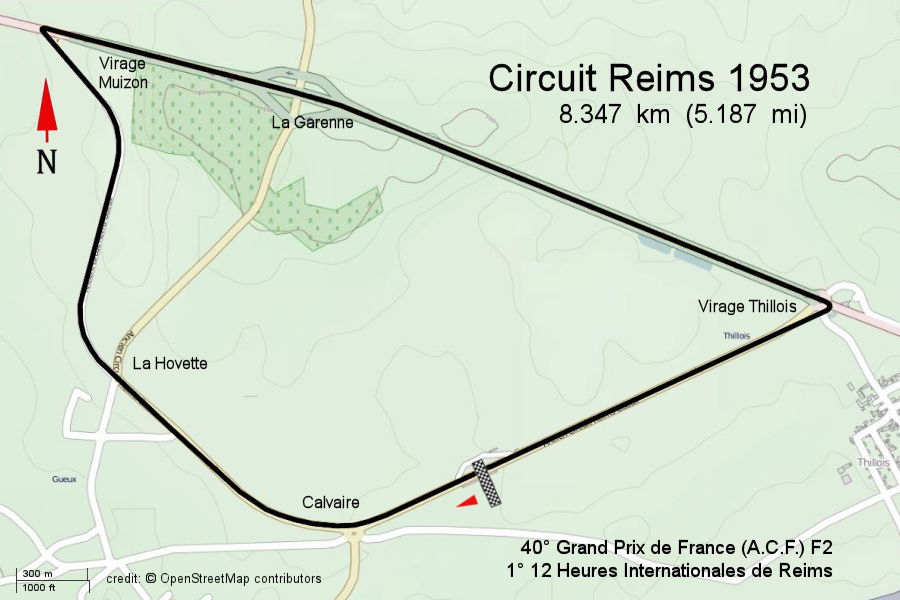
Reims (1953)
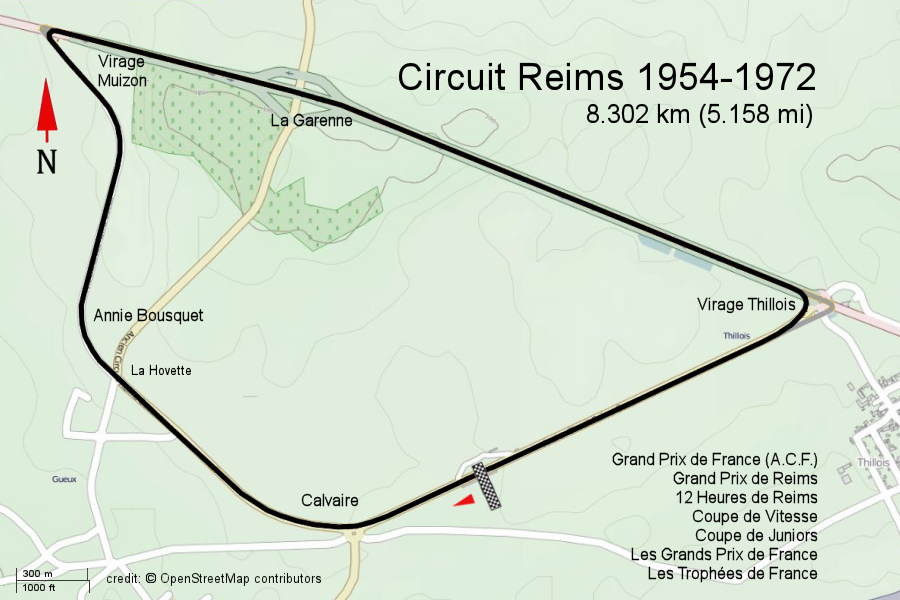
Reims (1954-1972)

## Guanyadors del GP de França de F1 a Reims
| Any  | Pilot                                      | Equip           | Resultats |
| ---- | ------------------------------------------ | --------------- | --------- |
| 1966 | Jack Brabham                               | Brabham - Repco | Resultats |
| 1963 | Jim Clark                                  | Lotus - Climax  | Resultats |
| 1961 | Giancarlo Baghetti                         | Ferrari         | Resultats |
| 1960 | Jack Brabham                               | Cooper - Climax | Resultats |
| 1959 | Tony Brooks                                | Ferrari         | Resultats |
| 1958 | Mike Hawthorn                              | Ferrari         | Resultats |
| 1956 | Peter Collins                              | Ferrari         | Resultats |
| 1954 | Juan Manuel Fangio                         | Mercedes        | Resultats |
| 1953 | Mike Hawthorn                              | Ferrari         | Resultats |
| 1951 | Luigi Fagioli · Juan Manuel Fangio (comp.) | Alfa Romeo      | Resultats |
| 1950 | Juan Manuel Fangio                         | Alfa Romeo      | Resultats |